# South of Nowhere
South of Nowhere är en amerikansk TV-serie av Tom Lynch som i USA ursprungligen visades mellan 2005 och 2008.